# Чекунов, Владимир Викторович
Владимир Викторович Чекунов (родился 9 февраля 1983 года, Волгоград, РСФСР) — российский футболист, полузащитник.

## Карьера
Воспитанник волгоградского футбола. В 2001 году подписал первый профессиональный контракт с клубом «Краснодар-2000», за который играл до 2002 года. В 2002 году перешёл в «Уралан», выступавший на тот момент в высшей лиге, но сыграв 4 матча за дублирующие команды, ушёл из клуба. В 2003 году перешёл в другой клуб чемпионата России, в новороссийский «Черноморец», но сыграв 3 матча за дублирующий состав, покинул клуб. В 2003—2006 годах играл за клубы из Второго дивизиона. В 2006 году перешёл в клуб «Химки», выступавший на тот момент в Первом дивизионе, но сыграв 5 матчей за дублирующую команду, ушёл из клуба. В 2007—2010 годах вернулся на свой прежний уровень и играл в командах Второго дивизиона. В 2011 году перешёл в любительский клуб «Славяне». В 2012 году, выступая за «Навбахор», сыграл 9 матчей в чемпионате Узбекистана, после чего завершил карьеру игрока.